# Lexémisation
La lexémisation d'un mot est la fonction qui associe un lexème à celui-ci.